# Ensiferum (álbum)
Ensiferum es el primer álbum de la banda de folk metal finlandés Ensiferum. Fue Lanzado el 7 de enero de 2001 con la discográfica Spinefarm Records.

## Lista de temas
1. "Intro" (Toivonen/Mäenpää) – 1:50
2. "Hero in a Dream" (Toivonen/Mäenpää) – 3:40
3. "Token of Time" (Mäenpää) – 4:16
4. "Guardians of Fate" (Toivonen/Mäenpää) – 3:34
5. "Old Man (Väinämöinen)" (Toivonen) – 5:33
6. "Little Dreamer (Väinämöinen Part II)" (Toivonen/Fokin) – 5:21
7. "Abandoned" (Toivonen) – 6:50
8. "Windrider" (Toivonen) – 5:41
9. "Treacherous Gods" (Toivonen) – 5:12
10. "Eternal Wait" (Toivonen) – 5:14
11. "Battle Song" (Toivonen) – 3:20
12. "Goblins' Dance" (Toivonen) – 4:29

- Todas las letras fueron creadas por Mäenpää excepto "Goblins' Dance" por Valtias Mustatuuli.
- En algunas versiones se escucha "Goblins' Dance" como bonus track.

- Datos: Q1344376